# Bymovirus
Genre
Bymovirus est un genre de phytovirus de la famille des Potyviridae qui comprend six espèces.
L'espèce-type est le virus de la mosaïque jaune de l'orge ou BYMV (Barley yellow mosaic virus),.
Les virus du genre Bymovirus se différencient des autres virus de la famille des Potyviridae par leur génome bipartite et par leur transmission fongique.

## Liste des espèces
Selon DPV (Descriptions of Plant Viruses) :
- Virus de la mosaïque modérée de l'orge (BaMMV, Barley mild mosaic virus)
- Virus de la mosaïque jaune de l'orge (BaYMV, Barley yellow mosaic virus)
- Virus de la mosaïque de l'avoine (OMV, Oat mosaic virus)
- Virus de la mosaïque nécrotique du riz (RNMV, Rice necrosis mosaic virus)
- Virus de la mosaïque striée en fuseaux du blé (WSSMV, Wheat spindle streak mosaic virus)
- Virus de la mosaïque jaune du blé (WYMV, Wheat yellow mosaic virus)

Espèce assignée à titre provisoire
- Virus de la mosaïque rugueuse du soja (SLRMV, Soybean leaf rugose mosaic virus[4].

## Morphologie
Les virus du genre Bymovirus sont formés de virions filamenteux, flexueux, à symétrie hélicoïdale, de deux longueurs 500 à 600 et 200 à 300 nm de long sur 12 à 15 nm de diamètre. La capside est non enveloppée. Les virions  sont composés de 5 % d'acides nucléiques et de 95 % de protéines.

## Génome
Le génome, linéaire, formé d'un ARN simple brin à polarité positive est  bipartite, avec un total de 10000 à 12000 nucléotides.

## Transmission
Ces virus ont pour vecteur une espèce de pseudo-champignons infectant couramment les racines des plantes, Polymyxa graminis Ledingham, classée parmi les Plasmodiophoridae.

## Référence biologique
- (en) ICTV : Bymovirus  (consulté le 26 janvier 2021)